# Дубенка (Самарская область)
Дубенка — деревня в Клявлинском районе Самарской области в составе сельского поселения Назаровка.

## География
Находится на расстоянии примерно 16 километров по прямой на северо-восток от районного центра железнодорожной станции Клявлино.

## История
Деревня упоминается с 1841 года, когда в ней была построена Воскресенская церковь, давшая повод переименовать деревню в село Воскресенку (название не прижилось). В 1861 году в деревне учтен было 51 двор, в 1910 – 33 двора.

## Население
Постоянное население составляло 2 человека (русские 100%) в 2002 году, 1 в 2010 году.